# 信达雅
信、达、雅，由中国近代启蒙思想家、翻译家严复提出的翻译理论，又称“三难原则”。出自严复译著《天演论》中的“译例言”，其讲到：“译事三难：信、达、雅。求其信已大难矣，顾信矣不达，虽译犹不译也，则达尚焉。”
- “信”（faithfulness）指意义不悖原文，即是译文要准确，不偏离，不遗漏，也不要随意增减意思；
- “达”（expressiveness）指不拘泥于原文形式，译文通顺明白；
- “雅”（elegance）则指译文时选用的词语要得体，追求文章本身的古雅，简明优雅。

钱锺书在《管锥编》，講三國佛教譯經大师支谦所譯《法句經》序，用嚴復譯事三難相提並論。法句經序用字有信達雅。老氏美言不信，今傳梵義，實直逕達，僕初言其為詞不雅，雅指飾嚴二字。又評二人講得不夠深入。錢氏看法，確有難，但信一定包括雅達，並非分開。不單止信，傳意思，連帶雅，風格都譯出來。通順亦好重要，不通順就做不到信。譯文無雅無達，不能叫做信。
有學者像伍蠡甫、邹振环皆指出，蘇格蘭法學家亞歷山大·弗雷澤·泰特勒（Alexander Fraser Tytler）在1791年出版的《翻译原理论》（Essay on the Principles of Translation）的“三条翻译通律”（the Three General Laws of Translation）對嚴復的影響很大。